# Вулиця Дублянська (Львів)
Вулиця Дублянська — вулиця в Шевченківському районі Львова, у місцевості Знесіння. Пролягає від вулиці Богдана Хмельницького до перехрестя вулиць Бобинського і Зустрічної.
Прилучаються вулиці Нафтова, Діаманда та Вилітна.

## Історія та забудова
Виникла у складі селища Знесіння у першій третині XX століття під назвою вулиця Казимира Великого, на честь польського короля. У 1930 році перейменована на вулицю Маньковського, на честь польського юриста та історика. За радянських часів, у 1946 році отримала назву вулиця Войкова, на честь російського комуністичного діяча Петра Войкова. Сучасна назва — з 1991 року, на честь міста Дубляни на Львівщині.
У місцевості, де пролягає вулиця Дублянська, у 1912 році за проектом львівських архітекторів В. Дердацького і В. Мінкевича було зведено робітничу колонію працівників трамвайного депо. З тих часів збереглося кілька скромних будинків у стилі класицизм. Решту забудови складають одно- та двоповерхові будинки 1930-х років у стилі конструктивізм, двоповерхові будинки барачного типу 1950-х років, сучасні приватні садиби.